# Bairdia mytiloides
Bairdia mytiloides är en kräftdjursart. Bairdia mytiloides ingår i släktet Bairdia och familjen Bairdiidae. Inga underarter finns listade.